# International Institute of Social Studies
Het International Institute of Social Studies, ISS is een instituut voor hoger onderwijs (post-academisch) en wetenschappelijk onderzoek in Den Haag. Onderwijs en onderzoek zijn gericht op de ontwikkelingslanden en ontwikkelingssamenwerking. Het instituut is een onderdeel van de Erasmus Universiteit Rotterdam sinds 2009. 
Sinds 2023 is prof. dr. Ruard Ganzevoort de rector van het ISS.
Het ISS heeft Engels als voertaal. Jaarlijks studeren 300 tot 400 studenten aan het ISS, het merendeel volgt een Masters of PhD-opleiding. Zij zijn afkomstig uit gemiddeld 60 landen. Meer dan 13.000 studenten zijn afgestudeerd aan het ISS en vormen een sterk globaal en professioneel netwerk. Velen van hen hebben een vooraanstaande positie bij de overheid, bij NGO's of bij een universiteit.
Het ISS werkt nauw samen met vele partners in zowel binnen- als buitenland.

## Historie
Het instituut maakte van 1952 tot 1956 (onder Sjoerd Hofstra) deel uit van Nuffic, de Nederlandse organisatie voor internationale samenwerking in het hoger onderwijs. Bij de aanvang in 1952 in het Paleis Noordeinde. Koningin Juliana stelde een groot deel van het paleis ter beschikking van Nuffic en het ISS.
In 1956 werd het ISS een zelfstandige instelling met als eerste rector, tot 1966, Egbert de Vries (1901-1994). Enkele andere voormalige rectoren zijn: Jan Glastra van Loon, Louis Emmerij, Geertje Lycklama à Nijeholt, Hans Opschoor, Louk de la Rive Box en Leo de Haan.
Vanaf 1977 was het instituut gehuisvest in Hotel Wittebrug aan de Badhuisweg. In 1993 betrok het instituut het voormalige PTT-gebouw aan de Kortenaerkade in het centrum van Den Haag. (Dit gebouw - nu rijksmonument - werd ontworpen door rijksbouwmeester G.C.Bremer.)
Jan Pronk kreeg een eredoctoraat van het ISS in 2002 en was hoogleraar ontwikkelingseconomie van 2003 tot 2010.
Een van de Spinozapremies 2022 werd toegekend aan ISS-hoogleraar Thea Hilhorst.

## Hoogleraren (selectie)
- Godfried van Benthem van den Bergh
- Bas de Gaay Fortman
- Jan Glastra van Loon
- Thea Hilhorst
- Sjoerd Hofstra
- Geertje Lycklama à Nijeholt
- Hubertus (Huib) van Mook
- Jan Pronk
- Piet Thöenes

## Alumni
- Krish Nannan Panday